# Anglia orientale
L'Anglia Orientale (in inglese: East Anglia) è una regione geografica e culturale dell'Inghilterra orientale.

## Geografia
I confini della regione non sono ben precisati: include le contee di Norfolk e Suffolk, con una parte del Cambridgeshire nella sua forma precedente al 1974 o la totalità di esso. Alcuni vi includono l'Essex. Una parte di questa regione è caratterizzata dal suo essere pianeggiante e paludosa, anche se gran parte del Suffolk è caratterizzato da lievi colline. Amministrativamente la regione adesso fa parte dell'Est dell'Inghilterra.
L'Anglia Orientale è una terra fertile caratterizzata da floride attività di agricoltura e orticoltura. Il paesaggio è stato fortemente modificato dall'uomo, applicando le tecnologie inventate dagli Olandesi. Peterborough, con una popolazione di 163.000, è la città più grande, ma Norwich è il capoluogo.
Ci sono località turistiche di vario tipo: cittadine di mare, città ricche di storia come Bury St Edmunds, Cambridge ed Ely e moderni villaggi turistici come quello di Center Parcs nella foresta di Thetford. Durante la Seconda guerra mondiale sono stati costruiti in East Anglia numerosi aeroporti militari, alcuni dei quali sono ancora in uso. Uno di essi, nelle vicinanze di Norwich, è diventato l'aeroporto internazionale civile di Norwich.
Norwich: è a pochi chilometri da lì che ha sede la University of East Anglia. Tuttavia, non è a Norwich, ma in Suffolk che ha sede l'Assemblea Regionale.

## Storia
La regione, il cui territorio venne interamente occupato dagli Angli nei secoli V e VI, costituiva il Regno dell'Anglia orientale, uno dei regni anglosassoni medievali, che a sua volta prendeva il nome dalla terra di origine degli Angli (l'Angeln), nel nord della Germania (Schleswig-Holstein). Il regno si formò intorno al 520 dalla fusione del Norfolk (North Folk) e del Suffolk (South Folk). Ebbe per capitali Dommoceaster (Dunwich) ed in seguito Theodford (Thetford).
Per un breve periodo, dopo la vittoria sul regno rivale di Northumbria (ca. 616), l'Anglia Orientale fu uno dei regni anglosassoni più potenti, tant'è che il suo sovrano, Rædwald, ebbe il titolo di Bretwalda. Nei 40 anni successivi, però, gli eserciti dell'Anglia Orientale furono sconfitti tre volte dai Merciani. Nel 794, re Offa di Mercia ottenne il controllo dell'East Anglia.
Gli Angli Orientali riacquistarono l'indipendenza dopo una rivolta contro i Merciani (825-827). Il 20 novembre dell'870 gli invasori vichinghi danesi con Ívarr Ragnarsson uccisero re Edmondo e conquistarono il regno. I Sassoni del Wessex riacquistarono il controllo dell'area nel 920, ma la persero di nuovo nel 1015-1017, quando fu conquistata da Canuto il Grande. Nel 1017 l'Anglia Orientale fu affidata a Thorkel l'Alto.